# AEK Larnaca
AEK Larnaca (Grieks: Αθλητική Έvωση Κίτιον, Athletiki Enosi Kition) is een Cypriotische voetbalclub uit Larnaca.
De club kwam in 1994 tot stand na een fusie tussen EPA Larnaca en Pezoporikos Larnaca, beide clubs waren succesvol en haalden in totaal vijf landstitels binnen.
De fusieclub haalde de eerste trofee na tien jaar binnen toen in 2004 de bekerfinale werd gewonnen van AEL Limassol. Het volgende seizoen mocht de club Europees spelen en begon in de tweede voorronde van de UEFA Cup, de heenwedstrijd tegen Maccabi Petah Tikva werd met 3-0 gewonnen en de eerste ronde van de UEFA Cup leek binnen het bereik maar in Israël verloor de club met 4-0 en werd uitgeschakeld.
In het jaar 2010 wordt bekend dat Jordi Cruijff technisch directeur van de club wordt. Sinds zijn aanstelling zijn er al enkele eredivisiespelers aangetrokken, zoals Gregoor van Dijk, Kevin Hofland en Tim de Cler. In april 2012 werd bekend dat Kevin Hofland vanaf het seizoen 2012/13 als technisch directeur werkzaam zal zijn.

## Erelijst
- Beker van Cyprus

Winnaar: 2004, 2018
Finalist: 1996, 2006
- Supercup : 2018

Finalist: 1996, 2004

## Eindklasseringen vanaf 2001
| 7 |

| 7 |

| 8 |

| 9 |

| 9 |

| 8 |

| 7 |

| 4 |

| 13 |

| 2 |

| 4 |

| 5 |

| 3 |

| 8 |

| 3 |

| 2 |

| 2 |

| 4 |

| 4 |

| 5 |

| 5 |

| 3 |

| 2 |

| 3 |

| 3 |

| A Divizion | B' Kategoria | C Kategoria | Regionaal |

De naam van de 1e league wijzigt regelmatig vanwege de sponsor. Vanaf seizoen 2023/24 is de naam Cyprus League.

## In Europa
AEK Larnaca speelt sinds 1996 in diverse Europese competities. Hieronder staan de competities en in welke seizoenen de club deelnam:
- Champions League (1x)

2022/23
- Europa League (8x)

2011/12, 2015/16, 2016/17, 2017/18, 2018/19, 2019/20, 2022/23, 2025/26
- Conference League (3x)

2022/23, 2023/24, 2024/25
- Europacup II (1x)

1996/97
- UEFA Cup (1x)

2004/05

## Supporters

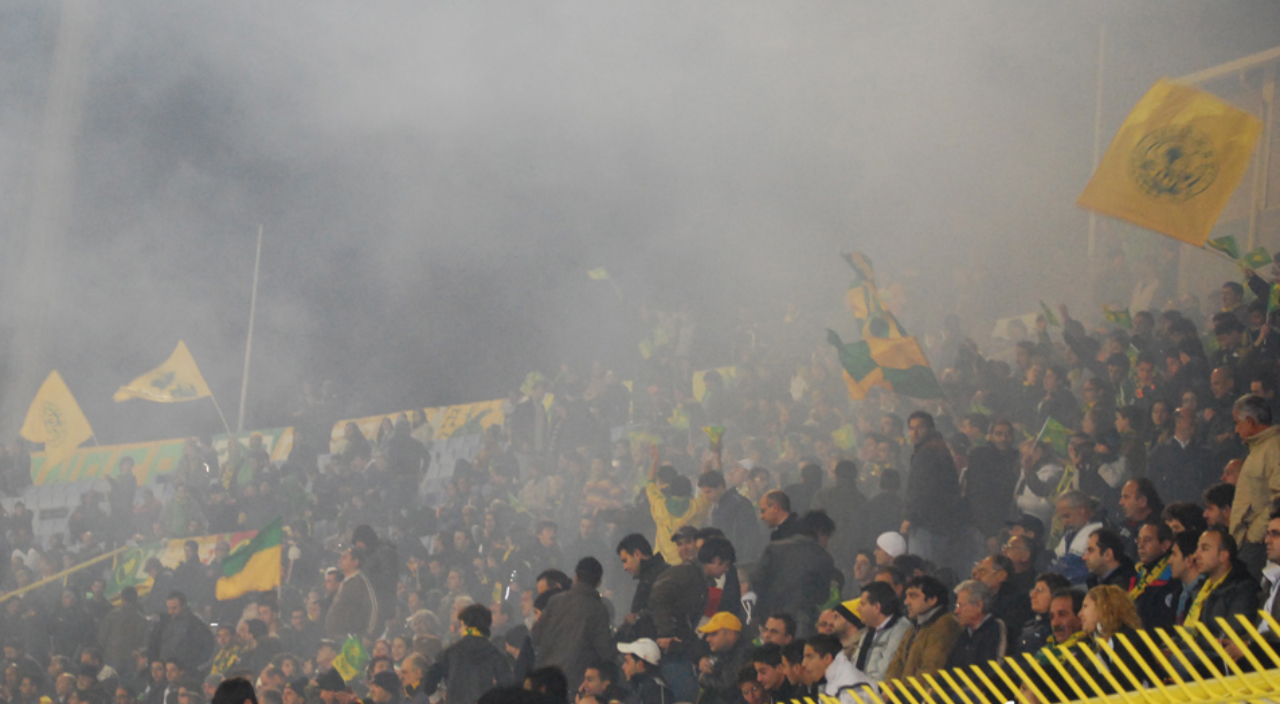
AEK Larnaca Fans in GSZ Stadium.

## Bekende (ex-)spelers

### Nederlanders
- Gregoor van Dijk
- Kevin Hofland
- Edwin Linssen
- Danny Schenkel
- Tim de Cler
- Donny de Groot
- Nordin Wooter
- Martin Cruijff
- Tom Daemen
- Nassir Maachi
- Serginho Greene
- Hector Hevel
- Raymond Victoria

### Belgen
- Tom Caluwé
- () Fabrice Lokembo-Lokaso
- Cédric Roussel
- Jens Teunckens
- Nils Schouterden

### Overige
- Azubuike Oliseh
- Tininho
- Andres Oper
- Magno Mocelin
- Edgaras Jankauskas
- Raymond Victoria
- Miloš Adamović
- Iván Campo
- Gonzalo Garcia Garcia
- Ivan Tričkovski